# Liste der belletristischen Buchtitel auf der Spiegel-Bestsellerliste 2021
Die Liste der belletristischen Buchtitel auf der Spiegel-Bestsellerliste 2021 enthält alle 144 literarischen Werke, die sich im Kalenderjahr als Hardcover-Ausgaben auf der wöchentlich erscheinenden, 20 Positionen umfassenden Bestsellerliste platziert haben.
Die Geschichte eines Buchliebhabers von Carsten Henn fand im Jahr viele Buchkäufer, denn das Werk war 47 Wochen auf der Liste. Das brandenburgische Landleben von Juli Zeh war nicht nur am häufigsten die Nr. 1 in diesem Jahr, sondern auch 40 Wochen auf der Liste. Mit Matt Haig, die sich 37 Wochen auf der Liste platzierte, konnte man sich verschiedene Lebensoptionen aufzeigen lassen, während sich Susanne Abel mit der deutschen Vergangenheit beschäftigte und damit 36 Wochen zu den erfolgreichsten Büchern in diesem Jahr gehörte.
Der Verlag Kiepenheuer & Witsch konnte 12 Buchtitel auf der Liste 2021 platzieren; Rowohlt mit 10 Buchtiteln sowie Diogenes und Heyne mit je 9 Titeln folgen auf den weiteren Plätzen.
| Autor                                    | Titel                                                                                                 | Anzahl Nr. 1 Platzierungen |
| ---------------------------------------- | --- | -------------------------- |
| Susanne Abel                             | Stay away from Gretchen                                                                               |                            |
| Jussi Adler-Olsen                        | Natrium Chlorid                                                                                       |                            |
| Johanna Adorján                          | Ciao                                                                                                  |                            |
| Cecelia Ahern                            | Sommersprossen – Nur zusammen ergeben wir Sinn                                                        |                            |
| Ewald Arenz                              | Der große Sommer                                                                                      |                            |
| Jennifer Armentrout                      | Redemption. Nachtsturm                                                                                |                            |
| Fredrik Backman                          | Eine ganz dumme Idee                                                                                  |                            |
| Tarkan Bagci                             | Die Erfindung des Dosenöffners                                                                        |                            |
| Simon Beckett                            | Die Verlorenen                                                                                        | 5                          |
| Mark Benecke Kat Menschik                | Kat Menschiks und des Diplom-Biologen Doctor Rerum Medicinalium Mark Beneckes Illustrirtes Thierleben |                            |
| Christian Berkel                         | Ada                                                                                                   |                            |
| Sarah Biasini                            | Die Schönheit des Himmels                                                                             |                            |
| Kirsten Boie                             | Dunkelnacht                                                                                           |                            |
| T. C. Boyle                              | Sprich mit mir                                                                                        |                            |
| Andrea Camilleri                         | Das Karussell der Verwechslungen                                                                      |                            |
| Lee Child                                | Der Spezialist                                                                                        |                            |
| Cho Nam-Joo                              | Kim Jiyoung, geboren 1982                                                                             |                            |
| Cassandra Clare                          | Chain of Iron                                                                                         |                            |
| Géraldine Dalban-Moreynas                | An Liebe stirbst du nicht                                                                             |                            |
| Joël Dicker                              | Das Geheimnis von Zimmer 622                                                                          |                            |
| Tove Ditlevsen                           | Kindheit                                                                                              |                            |
| Tove Ditlevsen                           | Jugend                                                                                                |                            |
| Thea Dorn                                | Trost                                                                                                 |                            |
| Petra Durst-Benning                      | Die Fotografin. Das Ende der Stille                                                                   |                            |
| Karsten Dusse                            | Achtsam morden am Rande der Welt                                                                      |                            |
| Sabine Ebert                             | Der zerbrochene Feder                                                                                 |                            |
| Dave Eggers                              | Every                                                                                                 |                            |
| Marc Elsberg                             | Der Fall des Präsidenten                                                                              |                            |
| Julia Engelmann                          | Lass mal an uns selber glauben                                                                        |                            |
| Jenny Erpenbeck                          | Kairos                                                                                                |                            |
| Bernardine Evaristo                      | Mädchen, Frau etc.                                                                                    |                            |
| Horst Evers                              | Wer alles weiß, hat keine Ahnung                                                                      |                            |
| Joy Fielding                             | Home, sweet home                                                                                      |                            |
| Sebastian Fitzek                         | Der Heimweg                                                                                           | 1                          |
| Sebastian Fitzek                         | Playlist                                                                                              | 4                          |
| Romy Fölck                               | Mordsand                                                                                              |                            |
| Ken Follett                              | Kingsbridge – Der Morgen einer neuen Zeit                                                             |                            |
| Ken Follett                              | Never. Die letzte Entscheidung                                                                        |                            |
| Jonathan Franzen                         | Crossroads                                                                                            | 1                          |
| Tana French                              | Der Sucher                                                                                            |                            |
| Susanne Fröhlich                         | Abgetaucht                                                                                            |                            |
| Diana Gabaldon                           | Das Schwärmen von tausend Bienen                                                                      | 1                          |
| Robert Galbraith                         | Böses Blut                                                                                            |                            |
| Anne Gesthuysen                          | Wir sind schließlich wer                                                                              |                            |
| Kerstin Gier                             | Vergissmeinnicht – Was man bei Licht nicht sehen kann                                                 | 1                          |
| Alexander Gorkow                         | Die Kinder hören Pink Floyd                                                                           |                            |
| Amanda Gorman                            | The Hill We Climb – Den Hügel hinauf                                                                  |                            |
| John Grisham                             | Das Talent                                                                                            |                            |
| John Grisham                             | Der Polizist                                                                                          |                            |
| Abdulrazak Gurnah                        | Das verlorene Paradies                                                                                |                            |
| Axel Hacke                               | Im Bann des Eichelhechts und andere Geschichten aus Sprachland                                        |                            |
| Matt Haig                                | Die Mitternachtsbibliothek                                                                            |                            |
| Elke Heidenreich                         | Männer in Kamelhaarmänteln                                                                            |                            |
| Christoph Hein                           | Guldenberg                                                                                            |                            |
| Dora Heldt                               | Geld oder Lebkuchen                                                                                   |                            |
| Monika Helfer                            | Vati                                                                                                  |                            |
| Carsten Henn                             | Der Buchspazierer                                                                                     |                            |
| Christina Henry                          | Die Chroniken von Peter Pan. Albtraum im Nimmerland                                                   |                            |
| Christina Henry                          | Die Chroniken von Alice                                                                               |                            |
| Judith Hermann                           | Daheim                                                                                                |                            |
| Thomas Hettche                           | Herzfaden                                                                                             |                            |
| Michael Hjorth Hans Rosenfeldt           | Die Früchte, die man erntet                                                                           | 1                          |
| Kazuo Ishiguro                           | Klara und die Sonne                                                                                   |                            |
| Jonas Jonasson                           | Der Massai, der in Schweden noch eine Rechnung offen hatte                                            |                            |
| Lena Kiefer                              | KNIGHTS – Ein gefährliches Vermächtnis                                                                |                            |
| Stephen King                             | Billy Summers                                                                                         | 1                          |
| Stephen King                             | Später                                                                                                |                            |
| Marc-Uwe Kling                           | QualitiyLand 2.0                                                                                      |                            |
| Volker Klüpfel Michael Kobr              | Funkenmord                                                                                            |                            |
| Volker Klüpfel Michael Kobr              | Morgen, Klufti, wird’s was geben                                                                      |                            |
| Steffen Kopetzky                         | Monschau                                                                                              |                            |
| Carmen Korn                              | Und die Welt war jung                                                                                 |                            |
| Christian Kracht                         | Eurotrash                                                                                             |                            |
| Daniela Krien                            | Der Brand                                                                                             |                            |
| Jasmina Kuhnke                           | Schwarzes Herz                                                                                        |                            |
| Volker Kutscher                          | Olympia                                                                                               |                            |
| Donna Leon                               | Flüchtiges Begehren                                                                                   |                            |
| Charlotte Link                           | Ohne Schuld                                                                                           |                            |
| Iny Lorentz                              | Die Wanderhure und der orientalische Arzt                                                             |                            |
| Sarah J. Maas                            | Das Reich der sieben Höfe – Silbernes Feuer                                                           |                            |
| Colum McCann                             | Apeirogon                                                                                             |                            |
| Eva Menasse                              | Dunkelblum                                                                                            |                            |
| Stephenie Meyer                          | Biss zur Mitternachtssonne                                                                            |                            |
| Joachim Meyerhoff                        | Hamster im hinteren Stromgebiet                                                                       |                            |
| Martin Mosebach                          | Krass                                                                                                 |                            |
| Haruki Murakami                          | Erste Person Singular                                                                                 | 2                          |
| Benjamin Myers                           | Offene See                                                                                            |                            |
| Jo Nesbø                                 | Eifersucht                                                                                            |                            |
| Håkan Nesser                             | Schach unter dem Vulkan                                                                               |                            |
| Nele Neuhaus                             | In ewiger Freundschaft                                                                                | 3                          |
| Ingrid Noll                              | Kein Feuer kann brennen so heiß                                                                       |                            |
| Christoph Nußbaumeder                    | Die Unverhofften                                                                                      |                            |
| Markus Ostermair                         | Der Sandler                                                                                           |                            |
| Sharon Dodua Otoo                        | Adas Raum                                                                                             |                            |
| Delia Owens                              | Der Gesang der Flusskrebse                                                                            |                            |
| Julia Phillips                           | Das Verschwinden der Erde                                                                             |                            |
| Ursula Poznanski                         | Shelter                                                                                               |                            |
| Peter Prange                             | Der Traumpalast                                                                                       |                            |
| Douglas Preston Lincoln Child            | Bloodless – Grab des Verderbens                                                                       |                            |
| Sven Regener                             | Glitterschnitter                                                                                      |                            |
| Lucinda Riley                            | Die verschwundene Schwester                                                                           | 6                          |
| Nora Roberts                             | Nach dem Sturm                                                                                        |                            |
| Sally Rooney                             | Schöne Welt, wo bist du                                                                               |                            |
| Dirk Roßmann                             | Der neunte Arm des Oktopus                                                                            | 5                          |
| Dirk Roßmann Ralf Hoppe                  | Der Zorn des Oktopus                                                                                  | 1                          |
| Ellen Sandberg                           | Das Geheimnis                                                                                         |                            |
| Brandon Sanderson                        | Der Turm der Lichter                                                                                  |                            |
| Brandon Sanderson                        | Der Rhythmus des Krieges                                                                              |                            |
| Mithu M. Sanyal                          | Identitti                                                                                             |                            |
| David Schalko                            | Bad Regina                                                                                            |                            |
| Bernhard Schlink                         | Die Enkelin                                                                                           |                            |
| Joachim B. Schmidt                       | Kalmann                                                                                               |                            |
| Wolfgang Schorlau                        | Kreuzberg Blues                                                                                       |                            |
| Constantin Schreiber                     | Die Kandidatin                                                                                        |                            |
| Alena Schröder                           | Junge Frau, am Fenster stehend, Abendlicht, blaues Kleid                                              |                            |
| Helga Schubert                           | Vom Aufstehen                                                                                         |                            |
| Jan Seghers                              | Der Solist                                                                                            |                            |
| Edgar Selge                              | Hast du uns endlich gefunden                                                                          |                            |
| Zeruya Shalev                            | Schicksal                                                                                             |                            |
| Leïla Slimani                            | Das Land der Anderen                                                                                  |                            |
| Karin Slaughter                          | Die falsche Zeugin                                                                                    |                            |
| Nicholas Sparks                          | Mein letzter Wunsch                                                                                   |                            |
| Bernd Stelter                            | Mieses Spiel um schwarze Muscheln                                                                     |                            |
| Antje Rávik Strubel                      | Blaue Frau                                                                                            |                            |
| Heinz Strunk                             | Es ist immer so schön mit dir                                                                         |                            |
| Martin Suter Benjamin von Stuckrad-Barre | Alle sind so ernst geworden                                                                           |                            |
| Sabin Tambrea                            | Nachtleben                                                                                            |                            |
| Quentin Tarantino                        | Es war einmal in Hollywood                                                                            |                            |
| Hervé Le Tellier                         | Die Anomalie                                                                                          | 1                          |
| Walter Tevis                             | Das Damengambit                                                                                       |                            |
| Sabine Thiesler                          | Im Versteck                                                                                           |                            |
| Serena Valentino                         | Cruella, die Teufelin                                                                                 |                            |
| Serena Valentino                         | Das Herz so kalt                                                                                      |                            |
| Martin Walker                            | Französisches Roulette                                                                                |                            |
| Anne Weber                               | Annette, ein Heldinnenepos                                                                            |                            |
| Benedict Wells                           | Hard Land                                                                                             | 4                          |
| Chris Whitaker                           | Von hier bis zum Anfang                                                                               |                            |
| Colson Whitehead                         | Harlem Shuffle                                                                                        |                            |
| Tracy Wolff                              | Crave                                                                                                 |                            |
| Marah Woolf                              | Sister of the Night                                                                                   |                            |
| Takis Würger                             | Noah                                                                                                  |                            |
| Hengameh Yaghoobifarah                   | Ministerium der Träume                                                                                |                            |
| Irvin D. Yalom Marilyn Yalom             | Unzertrennlich                                                                                        |                            |
| Juli Zeh                                 | Über Menschen                                                                                         | 14                         |